# نیایا

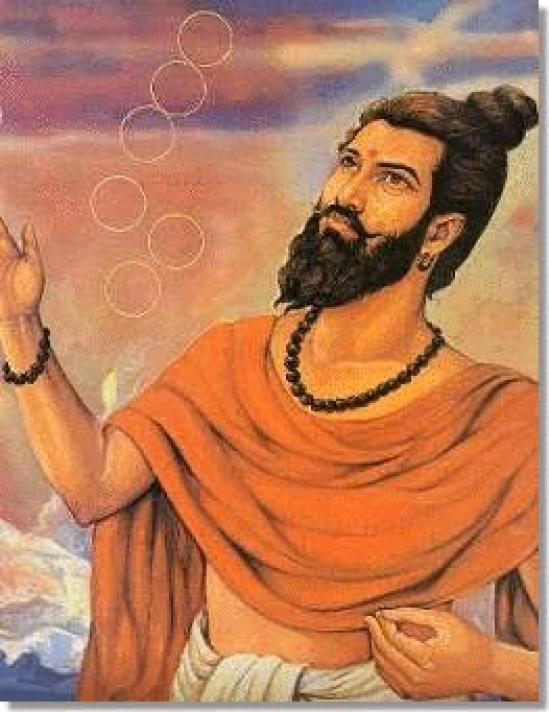
تصویری از یک نیایکا

نیایا (به انگلیسی: Nyaya)، (به سانسکریت: न्याय، nyā-yá)، در لغت به معنای 'عدالت'، 'قوانین'، 'روش' یا 'قضاوت' می‌باشد. نیایا یکی از شش مکتب آستیکا در فلسفه هند است. درک نظام علت و معلول عامل اصلی شناخت است ازاین رو نیایا را مکتب فلسفی منطقی می‌گویند. شناسایی درست هر مقوله منطقی باعث افتراق حق از باطل می‌شود. مکتب نیایا طالب رهایی و نجات نفس انسان است. می‌توان مهم‌ترین کمک این مکتب به فلسفه هند را توسعه نظام مند نظریه منطق، روش‌شناسی و رساله‌های آن در زمینه معرفت‌شناسی دانست. دانشگاه باستانی میتیلا به دلیل تدریس نیایا شاسترا (Nyaya Shastra) مشهور بود.
معرفت‌شناسی مکتب نیایا از هر شش پرامانا، چهار تا را به عنوان ابزاری قابل اعتماد برای کسب دانش می‌پذیرد - پراتیاکشا (ادراک)، آنومانا (استنتاج)، اوپامانا (مقایسه و قیاس) و ابدا (کلام، شهادت کارشناسان معتبر گذشته یا حال). مکتب نیایا در متافیزیک خود، بیش از سایرین به مکتب هندوئیسم وایشیکا نزدیک است. بر این باور است که رنج انسان به دلیل اشتباهات/عیوب، ناشی از فعالیت بر اساس عقاید جاهلانه است. موکشا (رهایی) از طریق دانش درست به دست می‌آید. این فرض، نیایا را بر آن داشت که به معرفت‌شناسی بپردازد، که وسیله ای مطمئن برای کسب معرفت صحیح و حذف تصورات نادرست است. علم نادرست برای نایاییکا (اهل عقیده نیایا - Naiyyayikas) صرفاً جهل نیست، بلکه شامل توهم است. معرفت صحیح، کشف و غلبه بر اوهام و درک ماهیت واقعی خود، نفس و واقعیت است.
دانشمندان نایاییکا به فلسفه به عنوان شکلی از رئالیسم مستقیم برخورد کردند و اظهار داشتند که هر چیزی که واقعاً وجود دارد در اصل برای انسان قابل شناخت است. از نظر آنها دانش و درک صحیح با شناخت ساده و بازتابی متفاوت است. این امر مستلزم آنوویاواسایا (अनुव्यवसाय، بررسی متقابل شناخت، شناخت بازتابی از آنچه فرد فکر می‌کند که می‌داند) است. نیایا سوترا (Nyaya Sūtras) مجموعه ای تأثیرگذار از متون در منطق و عقل، است که به آکساپادا گوتاما نسبت داده می‌شود؛ به‌طور مختلف تخمین زده می‌شود که بین قرن ششم قبل از میلاد و قرن دوم پس از میلاد نوشته شده‌است.
مکتب نیایا برخی از روش‌شناسی و مبانی رنج بشری خود را با بودیسم به اشتراک می‌گذارد. با این حال، یک تفاوت کلیدی بین این دو این است که بودیسم معتقد است که نه روح وجود دارد و نه خود؛ مکتب نیایا مانند سایر مکاتب هندوئیسم معتقد است که روح و نفس وجود دارد و می‌تواند بواسطه رهایی (موکشا) به عنوان بخشی قابل انقطاع از جهل و علم نادرست، کسب معرفت صحیح بلامانع نفس.

## ریشه‌شناسی
نیایا (न्याय) کلمه ای سانسکریت است که به معنای عدالت، برابری برای همه موجودات معنی می‌دهد، به ویژه مجموعه ای از قوانین کلی یا جهانی. در برخی زمینه‌ها به معنای مدل، بدیهیات، طرح، روند قانونی، حکم قضایی یا حکم است. نیایا همچنین می‌تواند به معنای 'آن چیزی که راه را نشان می‌دهد' باشد که ریشه‌شناسی سانسکریت آن را دنبال می‌کند. در نظریه منطق و متون هندی که دربارهٔ آن بحث می‌کنند، این اصطلاح به استدلالات و مباحثاتی گفته می‌شود که مشتمل بر یک آنتمیم یا برای هر قیاسی باشد. در زمینه فلسفی، نیایا، شایستگی، منطق و روش را در بر می‌گیرد.
نیایا به چندین مفهوم و واژه دیگر که در فلسفه‌های هندی استفاده می‌شود مرتبط است: Hetu-vidya (علم علل)، Anviksiki (علم تحقیق، فلسفه سیستماتیک)، Pramana-sastra (معرفت‌شناسی، علم معرفت صحیح)، Tattva-sastra (تقسیم‌بندی علوم)، Tarka-vidya (علم استدلال، نوآوری، ترکیب)، Vadartha (علم بحث) و Phakkika-sastra (علم کشف سوفیسم، تقلب، خطا، یافتن جعلیات).

## بررسی اجمالی
توسعه و تاریخچه منشأ مکتب نیایا نامشخص است، اگرچه سرودهای ناسادیا سوکتا سؤالات معنوی را در غالب گزاره‌های منطقی بازگو می‌کند. کلونی بیان می‌کند که در قرون اولیه پیش از میلاد، دانشمندان اولیه نیایا شروع به جمع‌آوری علم تحقیق منطقی، منسجم و تعقیب دانش کردند. در قرن دوم پس از میلاد، آکساپادا گوتاما در متنی به نام نیایا سوترا (Nyaya Sūtras)، متنی بنیادی برای مکتب نیایا، که عمدتاً منطق، روش‌شناسی و معرفت‌شناسی را مورد بحث قرار می‌دهد، مطالبی را سروده بود. علمای نیایا که از آن پیروی کردند، آن را تصحیح کردند، گسترش دادند و آن را در مسائل معنوی به کار بردند. در حالی که دانشمندان اولیه نیایا تحلیل کمی در مورد وجود قدرت ماوراء طبیعی یا خدا منتشر کردند، آنها بینش خود را در مورد عقل و ابزارهای قابل اعتماد برای دانش در مورد مسائل مربوط به ماهیت هستی، معنویت، شادی و موکشا به کار بردند. بعدها علمای نیایا، مانند اودایانا، ادله مختلف خداباوری را بررسی کردند و به اثبات وجود خدا پرداختند. سایر علمای نیایا دلایلی برای رد وجود خدا ارائه کردند.
مهم‌ترین کمک مکتب نیایا به اندیشه هندو، رساله‌های معرفت‌شناسی و نظام منطقی آن بوده‌است که متعاقباً توسط اکثر مکاتب هندی پذیرفته شد.

## شانزده دسته (padārthas)
متافیزیک نیایا شانزده پادارتا (نظریه نوع‌ها) را به رسمیت می‌شناسد و شامل تمام شش (یا هفت) دسته وایشیکا در دسته دوم به نام پرامیا می‌شود.
این شانزده دسته عبارتند از:
1. پرامانا (وسایل معتبر دانش یا منابع دانش)،
2. پرامیا (اشیاء دانش معتبر)،
3. saṁśaya (تردید)،
4. پرایوجانا (هدف)،
5. dṛṣṭānta (مثال)،
6. siddhānta (نتیجه‌گیری یا موقعیت پذیرفته شده)،
7. آوایوا (اعضای قیاس یا اجزای استنتاجی)،
8. تارکا (استدلال فرضی/فرضی)،
9. nirṇaya (تسویه یا قطعیت)،
10. وادا (بحث یا مناظره برای حقیقت)،
11. جالپا (مشاهده یا مشاجره)،
12. vitaṇḍṇḍṇṇḍā (بحث وحشیانه یا مخرب)،
13. هتوابهاسا (اشتباه یا شبه اثبات‌ها)،
14. چالا (دغدغه یا مبهم)،
15. جاتی (ابطال پیچیده یا ایرادات گمراه کننده/بیهوده)،
16. nigrahasthana (نقطه شکست).[۳۰][۳۱]

به گفته متیو دستی و استفان فیلیپس، ممکن است هنگام مطالعه سیستم تفکری نیایا، تفسیر کلمه جنانا به عنوان شناخت به جای دانش بهتر است.

## معرفت‌شناسی
مکتب هندوئیسمی نیایا، رساله‌های زیادی را در مورد معرفت‌شناسی توسعه داد و اصلاح کرد که به‌طور گسترده بر سایر مکاتب هندوئیسم تأثیر گذاشت. نیایا آن را به عنوان نظریه دانش تلقی کرد و دانشمندان آن را به عنوان پرامانا-ساستراس توسعه دادند. پرامانا، یک کلمه سانسکریت، به معنای واقعی کلمه 'وسیله دانش' است. این دانش شامل یک یا چند ابزار با اعتبار و قابل اعتماد است که به وسیله آنها انسانها به معرفت دقیق و واقعی دست می‌یابند. تمرکز پرامانا بر این است که چگونه می‌توان دانش صحیح را به دست آورد، چگونه می‌داند، چطور نمی‌داند، و تا چه حد می‌توان دانش مربوط به کسی یا چیزی را به دست آورد.
نیایکاها (علمای نیایا) چهار وسیله معتبر (pramaṇa) برای کسب علم معتبر (pramana) - ادراک (pratyakṣa)، استنتاج (anumāna)، مقایسه (upamāna) و کلمه / شهادت منابع معتبر (śabda) را پذیرفتند. علمای نیایا، همراه با سایر مکاتب هندوئیسم، نظریه خطا را نیز توسعه دادند تا به‌طور روشمند ابزارهایی را برای شناسایی خطاها و فرآیندی که طی آن خطاها در تعقیب انسان برای دانش ایجاد می‌شود، ایجاد کنند. اینها عبارتند از Saṁśaya (समस्या، مشکلات، ناسازگاری‌ها، شک‌ها) و Viparyaya (विपर्यय، مغایرت، خطاها) که می‌توانند با یک روش سیستماتیک اصلاح یا حل شوند.

### پراتیاکشا (ادراک)
پراتیاکشا (ادراک) بالاترین جایگاه را در معرفت‌شناسی نیایا دارد. ادراک می‌تواند بر دو نوع باشد، لاوکیکا (معمولی) و آلوکیکا (فوق‌العاده). ادراک معمولی توسط آکشاپادا گوتاما در Nyaya Sutra (I,i.4)، به عنوان یک 'شناخت غیر اشتباهی که از آمیزش اندام‌های حسی با اشیا ایجاد می‌شود' تعریف می‌شود.
متون هندی چهار شرط لازم برای ادراک صحیح را مشخص می‌کنند:
Indriyarthasannikarsa (تجربه مستقیم توسط اندام یا اندام‌های حسی شخص با شیء، هر آنچه که مورد مطالعه قرار می‌گیرد)، Avyapadesya (غیر کلامی؛ ادراک صحیح از طریق شنیده‌ها نیست، طبق گفته هندویان باستان. علما، در جایی که اندام حسی فرد بر پذیرش یا رد ادراک دیگری تکیه می‌کند)، Avyabhicara (سرگردان نیست؛ ادراک صحیح تغییر نمی‌کند و همچنین نتیجه فریب نیست زیرا اندام حسی یا وسیله مشاهده فرد متحرک، معیوب و مشکوک است) و Vyavasayatmaka (قطعی؛ ادراک صحیح، احکام شک را مستثنی می‌کند، یا به دلیل عدم رعایت همه جزئیات، یا به این دلیل که فرد استنتاج را با مشاهده مخلوط می‌کند و آنچه را که می‌خواهد مشاهده کند، مشاهده می‌کند، یا آنچه را که نمی‌خواهد مشاهده کند، مشاهده نمی‌کند)
ادراک عادی نزد علمای نیایا مبتنی بر تجربه مستقیم واقعیت از طریق چشم، گوش، بینی، لمس و چشایی بود. ادراک فوق‌العاده شامل یوگاجا یا پراتیبا (شهود)، samanyalaksanapratyaksa (شکلی از القاء از ویژگی‌های درک شده جهان‌شمول) و jnanalaksanapratyaksa (شکلی از درک فرآیندهای قبلی و حالت‌های قبلی یک «موضوع مطالعه» با مشاهده وضعیت فعلی آن) بود.

### ادراک معین و نامعین
نیایکاها دو حالت یا مرحله در ادراک را حفظ می‌کند. اولی نیرویکالپا (نامعین) نامیده می‌شود، زمانی که شخص فقط یک شی را درک می‌کند بدون اینکه بتواند ویژگی‌های آن را بداند، و دومی ساویکالپا (معین)، زمانی که فرد قادر به شناخت واضح یک شی باشد. همه لاوکیکا و آلوکیکا پراتیاکشاها ساویکالپا هستند، اما لزوماً قبل از آن مرحله ماقبلش نامشخص است. واتسایانا می‌گوید اگر شیئی با اسمش ادراک شود ادراک معین داریم ولی اگر بدون اسم ادراک شود ادراک نامعین داریم. جایانتا باتا می‌گوید: ادراک نامتعین، جوهر، کیفیات و افعال و کلیات را به عنوان چیزی مجزا و نامشخص درک می‌کند و همچنین هیچ ارتباطی با نام ندارد، در حالی که ادراک معین همه اینها را با یک اسم درک می‌کند. مرحله دیگری به نام Pratyabhijñā وجود دارد که فرد قادر است چیزی را بر اساس حافظه دوباره تشخیص دهد.

### آنومانا (استنباط)
آنومانا (استنتاج) یکی از مهم‌ترین کمک‌های نیایا است. این می‌تواند دو نوع باشد: استنتاج برای خود (Svarthanumana، جایی که فرد نیازی به هیچ روش رسمی ندارد، و حداکثر سه مرحله آخر از ۵ مرحله آنها) و استنتاج برای دیگران (Parathanumana، که به روش‌شناسی سیستماتیک ۵ مرحله ای نیاز دارد). استنتاج را می‌توان به ۳ نوع طبقه‌بندی کرد: Purvavat (استنتاج یک اثر نامفهوم از یک علت درک شده)، Sheshavat (استنباط یک علت نامفهوم از یک معلول درک شده) و Samanyatodrishta (زمانی که استنتاج بر اساس علیت نیست، بلکه بر اساس یکنواختی همزیستی است). . تجزیه و تحلیل دقیق از خطا نیز ارائه شده‌است، توضیح می‌دهد که آنوما چه زمانی ممکن است نادرست باشد.

مکتب نیایا ادراک، استنباط، مقایسه/قیاس و شهادت از منابع معتبر را چهار وسیله برای تصحیح معرفت می‌داند و ادراک را منبع نهایی چنین معرفتی می‌داند.

#### نظریه استنتاج
روش‌شناسی استنتاجی شامل ترکیبی از استقراء و استنتاج با حرکت از جزئی به جزئ از طریق عمومیت است. مانند مثال نشان داده شده دارای پنج مرحله است:
- آتشی روی تپه وجود دارد. (به نام Pratijñā، باید ثابت شود)
- چون آنجا دود است (به نام هتو، عقل)
- هر جا دود باشد، آتش هم هست، به عنوان مثال. در آشپزخانه (به نام Udāharana، نمونه ای از vyāpti)
- تپه دارای دودی است که آتش آن را فراگرفته است (به نام اوپانایا، تأیید مجدد یا کاربرد)
- بنابراین، آتش بر روی تپه وجود دارد (به نام Nigamana، نتیجه‌گیری)

در اصطلاح نیایا برای این مثال، تپه را پاکشا (اصطلاح جزئی)، آتش را سادیا (اصطلاح اصلی)، دود را هتو، و رابطه بین دود و آتش را ویاپتی می‌نامند. (میان ترم). علاوه بر این، هتو دارای پنج ویژگی است: (۱) باید در پاکشا وجود داشته باشد، (۲) باید در همه موارد مثبت وجود داشته باشد، (۳) باید در همه موارد منفی وجود نداشته باشد، (۴) نباید با آن ناسازگار باشد. اصطلاح صغیره یا پاکشا و (۵) سایر تناقضات به وسیله سایر وسایل معرفتی باید وجود نداشته باشد. اشتباهات در Anumana (hetvābhasa) ممکن است به دلیل موارد زیر رخ دهد:
- آسیدها: این هتو اثبات نشده‌است که منجر به این مغالطه می‌شود. [پاکسادرمتا]
- اشرایاسیدها: اگر پاکشا [اصطلاح جزئی] خود غیر واقعی باشد، پس نمی‌توان جایگاه هتو وجود داشت. به عنوان مثال، نیلوفر آسمانی معطر است، زیرا نیلوفر آبی مانند هر نیلوفر دیگری است.
- سواروپاسیدها: هتو اصلاً نمی‌تواند در پاکسا وجود داشته باشد. به عنوان مثال. صدا یک کیفیت است، زیرا قابل مشاهده است.
- Vyapyatvasiddha: هتو مشروط. «هر جا آتش است، دود است». وجود دود به دلیل مرطوب بودن سوخت است.
- Savyabhichara: این اشتباه هتو نامنظم است.
- Sadharana: هتو بسیار گسترده‌است. هم در ساپاکسا و هم در ویپاکسا وجود دارد. «تپه آتش دارد زیرا قابل شناخت است».
- Asadharana: هتو خیلی باریک است. فقط در پاکشا وجود دارد، در ساپاکسا و ویپاکشا وجود ندارد. 'صدا ابدی است زیرا شنیدنی است'.
- Anupasamhari: در اینجا هتو غیر انحصاری است. هتو همه چیز را شامل می‌شود و از طریق ساپاکشا یا ویپاکشا چیزی باقی نمی‌گذارد. به عنوان مثال، «همه چیز غیر داخلی است، زیرا قابل شناخت است».
- Satpratipaksa: در اینجا هتو با هتو دیگری در تضاد است. اگر هر دو نیروی مساوی داشته باشند، هیچ چیز به دنبال ندارد. 'صدا ابدی است، زیرا شنیدنی است' و 'صدا غیر ابدی است، زیرا تولید می‌شود'. در اینجا «شنیدنی» با «تولید شده» متعادل می‌شود و هر دو از قدرت یکسانی برخوردارند.
- بدیتا: زمانی که دلیل دیگر (به حسب ادراک) با اصطلاح میانی (هتو) به‌طور قطع مخالف و رد شود. 'آتش سرد است زیرا یک ماده است'.
- Viruddha: به جای اینکه چیزی را ثابت کند، خلاف آن را ثابت می‌کند. 'صدا ابدی است زیرا تولید می‌شود'.

### اوپامانا (مقایسه، قیاس)
اوپامانا (उपमान) به معنای مقایسه و قیاس است. Lochtefeld بیان می‌کند که Upamana را می‌توان با مثال مسافری توضیح داد که هرگز از سرزمین‌ها یا جزایری با جمعیت بومی حیات وحش بازدید نکرده‌است. کسی که آنجا بوده‌است به او گفته می‌شود که در آن سرزمین‌ها حیوانی را می‌بینی که شبیه گاو است، مثل گاو چرا می‌کند اما از این جهت با گاو متفاوت است. معرفت شناسان هندی می‌گویند، چنین استفاده ای از قیاس و مقایسه، وسیله معتبری برای شناخت مشروط است، زیرا به مسافر کمک می‌کند تا حیوان جدید را بعداً شناسایی کند. موضوع مقایسه را به‌طور رسمی آپامیام، موضوع مقایسه را آپامانام و صفت(ها) را سامانیا می‌نامند. بنابراین، مونیر ویلیامز توضیح می‌دهد که اگر پسری بگوید 'چهره او از نظر جذابیت مانند ماه است'، 'چهره او' اوپامیام است، ماه اوپامانام است و جذابیت سامانیا است. متن قرن هفتم بهاتیکاویا در آیات ۱۰٫۲۸ تا ۱۰٫۶۳ انواع زیادی از مقایسه‌ها و قیاس‌ها را مورد بحث قرار می‌دهد و مشخص می‌کند که چه زمانی این روش معرفتی مفیدتر و قابل اعتمادتر است و چه زمانی مفید نیست. در متون مختلف باستانی و قرون وسطایی هندوئیسم، ۳۲ نوع اوپامانا و ارزش آنها در معرفت‌شناسی مورد بحث قرار گرفته‌است.

### عبدا (کلام، شهادت)
Śabda (शब्द) به معنای تکیه بر کلام، شهادت کارشناسان معتبر گذشته یا حال است. Hiriyanna Sabda-pramana را به عنوان یک مفهوم توضیح می‌دهد که به معنای شهادت یک فرد قابل اعتماد و قابل اعتماد (آپتاواکیا) است. مکاتب هندوئیسم که آن را از نظر معرفتی معتبر می‌دانند، نشان می‌دهند که انسان نیاز به دانستن حقایق متعدد دارد و با زمان و انرژی محدود موجود، تنها بخشی از آن حقایق و حقایق را مستقیماً می‌آموزد. او باید به دیگران، والدین، خانواده، دوستان، معلمان، اجداد و اعضای خویشاوند جامعه تکیه کند تا به سرعت دانش را کسب کرده و به اشتراک بگذارد و در نتیجه زندگی یکدیگر را غنی کند. این وسیله کسب معرفت صحیح یا گفتاری است یا نوشتاری، اما از طریق سبدا (کلمات). قابل اعتماد بودن منبع مهم است و علم مشروع فقط از سبدا منابع معتبر حاصل می‌شود. اختلاف نظر بین مکاتب هندوئیسم بر سر چگونگی ایجاد اعتبار بوده‌است. برخی از مدارس، مانند Carvaka، بیان می‌کنند که این هرگز ممکن نیست، و بنابراین Sabda یک پرامانای مناسب نیست. بحث در مدارس دیگر به معنای ایجاد قابلیت اطمینان است.
شهادت می‌تواند بر دو قسم باشد، وایدیکا (ودایی) که کلمات چهار ودای مقدس است، و لوکیکا، یا سخنان و نوشته‌های انسان‌های امین. شهادت Vaidika بر شهادت Laukika ارجحیت دارد. دانش منبع Laukika باید مورد تردید و بازنگری قرار گیرد، زیرا دانش قابل اعتماد بیشتری در دسترس قرار می‌گیرد.[نیازمند منبع]

### مقایسه با سایر مکاتب هندوئیسم
هر مکتب هندوئیسم رساله‌های معرفت‌شناسی خاص خود را با تعداد پرامانا متفاوت دارد. برای مثال، در مقایسه با چهار پرامانای مکتب نیایا، مکتب کارواکا فقط یک (ادراک) دارد، در حالی که مکتب آدوایتا ودانتا شش وسیله را برای دانش قابل اعتماد تشخیص می‌دهد.

## چهار شرط نیایا
علم شناخت و معرفت بنا به نیایا شامل چهار شرط است:
1. داننده یا عالم که در حکم اصل فاعل این شناخت است.
2. موضوع شناخت یا شیء معلوم یا چیزی که علم و معرفت بدان متوجه است.
3. شناخت و معرفتی که از برخورد عالم و معلوم مستفاد می‌شود.
4. وسائل شناختن که منجر به این معرفت و شناخت می‌گردد.[۵۵]